# Kunststoffmetallisierung
Kunststoffmetallisierung ist die Beschichtung eines Werkstoffs aus Kunststoff mit einer Metallschicht.

## Hintergrund und Anwendung
Die Vorteile von Kunststoffen als Grundmaterial sind vielfältig. Geringes Gewicht, Unempfindlichkeit gegenüber Korrosion, preiswertes Erstellen der Rohlinge durch Spritzgießen und Wegfall der mechanischen Oberflächenbehandlung sind die Hauptgründe, die Kunststoffe als Grundwerkstoff interessant machen. Während zum Beispiel früher in der Automobilindustrie für galvanisierte Außenteile (Türgriffe, Schriftzüge, Zierleisten, Kühlergrills, Radkappen etc.) ausschließlich Metalle (z. B. Stahl, Messing, Zinkdruckguss) als Grundmaterial eingesetzt wurde, sind sie heute nahezu vollständig von galvanisierten Kunststoffen verdrängt worden. Der Einsatz ist vielfältig und zieht sich durch alle Industriezweige, nicht nur zu dekorativen, sondern auch zu technischen Zwecken wie zum Beispiel Abschirmung bei Gehäusen von elektronischen Geräten oder zur billigen Herstellung von Antennen und Hohlleiterbaugruppen sowie im Sanitärbereich für Mischbatterien, Dusch-Köpfe und Wasserhahngriffe. Zu ausschließlich dekorativen Zwecken werden metallisierte Kunststoffe beispielsweise für Zierknöpfe, Broschen und Schnallen verwendet.
Sammelspiegel für Taschenlampen und Fahrradscheinwerfer mit Glühlampen als Leuchtmittel werden seit etwa 1975/1980 aus aluminisiertem Polystyrol hergestellt und ersetzten Spiegel aus poliertem Aluminium, zuvor Weißblech, verspiegeltes Glas und bei Karbid-Grubenlampen auch poliertes Messing. Bruchfeste Spiegel aus dünnen Kunststofftafeln ersetzen heute vielfach Glasspiegel.
Folienballons (Jahrmarkt, Vergnügungspark, …) sind dichter gegenüber der Füllung aus Helium durch die Metallisierung. Diese lichtundurchlässige Schicht kann mit lasierenden Druckfarben bedruckt werden. Metallisierte Folien oder Papiere dienen als Rettungsdecke, Bonbonverpackung, Lametta und Konfetti. Der Studiofotografie dienen faltbare Reflexschirme und Blitzreflektoren.
Schutzkleidung etwa am Hochofen-Abstich ist aluminisiert um Wärmestrahlung zu reflektieren. Auch verspiegelte Brillengläser können metallisiert sein.

## Verfahren
Für die Kunststoffmetallisierung stehen prinzipiell verschiedene Verfahren der Dünnschichttechnik zur Verfügung:
- physikalische Gasphasenabscheidung (engl. physical vapour deposition, PVD)
  - Sputterdeposition
  - Thermisches Verdampfen
- chemische Gasphasenabscheidung (engl. chemical vapour deposition, CVD)
  - speziell die plasmaunterstützte chemische Gasphasenabscheidung (engl. physical-enhanced chemical vapour deposition, PECVD)
- Thermisches Spritzen
- Galvanisieren (Kunststoffgalvanisieren)

Je nach Verfahren sind verschiedene Kunststoffe beschichtbar und verschiedene Haftfestigkeiten erzielbar.

### Sputterdeposition
Bei der Sputterdeposition wird in einem Hochvakuum ein Target (Beschichtungsmaterial) mit Partikeln beschossen. Durch Herauslösen des Beschichtungsmaterials und Beschleunigung auf das Substrat werden in der Regel Schichtdicken von 3 bis 5 µm abgeschieden.
Beschichtbare Kunststoffe müssen vor allem evakuierbar sein. Dies ist maßgeblich durch das Ausgasungsverhalten und die Wasseraufnahme des Kunststoffes beeinflusst.

### Plasmaunterstützte chemische Gasphasenabscheidung
Reine CVD-verfahren (Chemical Vapour Deposition) ermöglichen die Abscheidung von Materialien durch chemische Reaktion bei > 500 °C. Kunststoffe halten diesen Temperaturen in der Regel nicht stand. Zur Reduzierung der Prozesstemperatur können Kombinationsverfahren der PVD- und CVD-Prozesse verwendet werden.

### Thermisches Spritzen
Durch Aufheizen von Beschichtungsmaterial, Herauslösen und Beschleunigung von Partikeln und Beschuss des Substratmaterials erstarren die Partikel auf der Oberfläche. Schichtstärken sind üblicherweise im Bereich > 50 µm.

### Galvanisieren
Die galvanische Abscheidung von Metallen auf Kunststoffen wird als Kunststoffgalvanisieren oder Plating On Plastics (POP) bezeichnet.
Üblicherweise sind Kunststoffe nicht elektrisch leitfähig, daher muss die Oberfläche für eine anschließende elektrolytische Beschichtung erst mit einer gut haftenden, elektrisch leitfähigen Schicht überzogen werden. Dafür kommen auch die zuvor genannten Beschichtungsverfahren zum Einsatz. Im Einzelnen sind zur Galvanisierung folgende Verfahrensschritte notwendig:
- Beizen mit oxidativen Metallsalzlösungen zum Aufrauen der Oberfläche,
- Aktivieren mit Metallkeimen, z. B. Palladium,
- Chemische Metallisierung zur Bildung einer leitenden Schicht, hierbei wird eine dünne Schicht (0,3 bis 0,4 μm) aus Kupfer oder Nickel durch Reduktion aus deren Metallsalzen erzeugt.
- Abscheidung der eigentlichen Metallschicht in Galvanisierbädern, wobei man im Beispiel der Verchromung zunächst zwei Schichten aus Kupfer und Nickel mit einer Dicke von 10 bis 40 μm abscheidet, um eine optimale Haftung zu bewirken.

#### Verfahrensbeschreibung am Beispiel der Galvanisierung von ABS-Kunststoffen
Industriell ist die Galvanisierung von ABS (Acrylnitril-Butadien-Styrol-Copolymerisat) und ABS-PC-Kunststoffen am weitesten verbreitet. Weitere Kunststoffe wie PA6.6, PEI, LCP (palladiumdotiert) sind ebenfalls mit diesen Verfahren metallisierbar.
Der erste Schritt in der Galvanisierung von ABS-Kunststoffen ist das Aufrauen der Oberfläche. In einer Chromschwefelsäurebeize (400 g/l CrO3 und 400 g/l H2SO4), wo die Arbeitstemperatur bei ABS 60 °C und ABS/PC von 69 °C beträgt, wird ein Bestandteil des ABS, das Butadien, aus der Oberfläche aufoxidiert, und es entstehen Kavernen im mikroskopischen Bereich. In diese Kavernen werden Palladiumkeime, die von einer Zinnhülle umgeben sind und ein Kolloid bilden, in dem sogenannten Aktivator eingelagert. In einem weiteren Schritt wird die Zinnhülle, die für die Haftung des Keims in den Kavernen sorgt, im Beschleuniger (Tetrafluorborsäure 17 g/l) Temp.: 45–50 °C so weit entfernt, dass der Keim freiliegt. Das hohe Standardpotenzial des Palladiums sorgt im anschließenden Schritt, der chemischen (außenstromlosen) Vernicklung im Nickelbad (Nickelsulfat; Ammoniak und Natriumhypophosphit als Elektronenlieferant) für den Start der Reaktion. Hier gibt ein Reduktionsmittel, das selbst oxidiert wird, die zur Nickelabscheidung notwendigen Elektronen ab. So entsteht die erste dünne, leitfähige Nickelschicht, die durch das Auffüllen der Kavernen eine starke mechanische Verzahnung zum Kunststoff aufweist und entsprechend gut haftet.
Auf dieser Schicht kann dann konventionell weiter aufgebaut und beispielsweise ein Kupfer-Nickel-Chrom-System, wie es in der dekorativen Galvanotechnik weit verbreitet ist, aufgebracht werden.

#### Vorbehandlungen
Vor allem beim Galvanisieren kommen verschiedene Vorbehandlungen zum Einsatz:
- Chemische Beschichtungen unter Zuhilfenahme von
  - Palladiumaktivierung
- Chemische Ätzverfahren (chemische Anbindungskräfte); Nicht jeder Kunststoff ist für eine galvanische Beschichtung unter Zuhilfenahme chemischer Ätzverfahren geeignet.
- Plasmavorbehandlung (physikalische Anbindungskräfte)
- Mechanische Aufrauung (mechanische Anbindungskräfte)

Bei der Plasmabeschichtung wird in einer Vakuumkammer ein Plasma erzeugt, indem ein Prozessgas (z. B. Sauerstoff) eingelassen und eine elektrische Entladung erzeugt wird. Durch diese Entladung werden hoch reaktive Ionen und Radikale gebildet, die in der Kunststoffoberfläche Reaktionen auslösen (z. B. Oxidation). Häufig sind diese Reaktionen auch mit einem Materialabtrag (Nanometer) und Aufrauung verbunden. Diese chemischen und morphologischen Veränderungen der Oberfläche verbessern die Metallisierbarkeit.
Durch Aufrauungsprozesse wie Schleifen, Sandstrahlen, Polieren, Honen u. a. kann die Oberfläche des Kunststoffes mechanisch verändert werden, um eine mechanische Verklammerung zu erzeugen. Eine Kombination dieser Verfahren stellt z. B. das META-COAT-Verfahren dar.